# Мунго (Суринам)
Мунго — місто на сході Суринаму, в окрузі Маровейне. Місто є найбільшим в цьому окрузі. За даними 2012 року населення становить 8 252 осіб.
Місто розташоване на правому березі річки Суринам та риболовля для мешканців є головним видом діяльності.
Раніше місто було найбільший з видобутку і зберігання бокситів.